# Kranes konditori
Kranes konditori är en norsk roman från 1945 av Cora Sandel (pseudonym för Sara Fabricius). Romanen handlar om en ensam kvinna i en norsk småstad som blir förälskad i en svensk sjöman. Affären väcker upprördhet och bestörtning i den lilla staden, och Sandel går till angrepp mot dess brackighet.
Romanen sattes upp som teaterföreställning av Helge Krog redan ett år efter utgivningen, och filmatiserades 1951 med regi och manus av Astrid Henning-Jensen, med Rønnaug Alten och Erik Hell i huvudrollerna. Se Kranes konditori (film).